# Пара Нормальных
«Па́ра норма́льных» — Украинская группа, созданная в 2007 году.

## Первый состав группы
Анна Добрыднева. Образование — хормейстер. Аня — лауреат хоровых и крупнейших рок-фестивалей, конкурсов академического вокала и фортепианной музыки. Была участницей дум-метал группы Mournful Gust, нью-металл-команд «Стан» и «Карна», была регентом церковного хора, выступала с программой fire-show. Была ведущей проекта сети «Козырная Карта», «Ближе к Звездам — Клипомания». Принимала участие в съемках видеоклипов групп «Антитіла», «Контрабанда».
Приняла участие в проекте «Битва» 1 сезон
Иван Дорн. Родился 17 октября 1988 года в России в г. Челябинск. В 1990 году переехал в г. Славутич в связи с работой отца на ЧАЭС.
Иван — обладатель спортивных званий:
- мастер спорта (парусный спорт),
- кандидат в мастера спорта по бальным танцам,
- 2-й разряд по плаванию
- 3-й взрослый по легкой атлетике

Что касается музыкальных достижений, Иван Дорн получил музыкальное образование по классу фортепиано, стал лауреатом и победителем многочисленных музыкальных конкурсов, среди которых:
- «Черноморские игры»
- 2001 год занял 3 призовое место
- 2005 год занял 2 призовое место
- Московский конкурс «Зажги свою звезду» — 1 место
- «Жемчужина Крыма» — приз зрительских симпатий

В 2006 году пел в московском акапельном дуэте, но вскоре принимает решение вернуться на Украину и поступить в Киевский Национальный Университет Театра, Кино и Телевидения им. Карпенка-Карого. В 2006 на концерте Jamiroquai знакомится с Анной Добрыдневой и создает дуэт «Пара Нормальных».
1 апреля 2008 года Иван — ведущий программы «Гутен Морген» на канале М1. Летом 2008 парень становится ведущим программы «Кухня Респект».

## История группы
Полная история группы «Пара Нормальных» описана в книге «Путеводитель „Как стать звездой“: „Пара Нормальных“ — правда, мифы и легенды»" Книга-онлайн находится в блоге исполнительного продюсера и директора группы, Андрея Гулыка: http://gulyk.livejournal.com
Осенью 4 октября 2008 группа выпускает свой дебютный альбом «Я придумаю happy end», который в течение месяца не сходил с 1-го места хит-парада «Шереметьево-Борисполь» на «Gala Radio», 2 недели продержался в десятке лучших хитов на Love-радио, более 4 месяцев был в горячей ротации на «Русском радио» и один месяц не покидал лучшую 20-ку песен «М20» на телеканале «М1». За год существования коллектива песни «Пара Нормальных» вышли на 15 сборниках во всех странах СНГ, общим тиражом более 500 тысяч дисков.
Второй альбом «Скандал во время рекламы» появился в апреле 2010 года.
Сотрудничество с 2007 г.:
- продюсерский центр «Catapult Music»
- студия «Fuck Submarine»,
- студия «Империя Лейбл»,
- студия «Foxx Studio»,
- студия Максима Кудрявцева и другими.

Первый тур «Пара Нормальных» по 29 городам Украины прошел в начале 2009 года, общее количество посетителей на концертах превысило 20 тысяч человек.
Группа стала открытием на фестивалях «Таврийские Игры — 2008» и «Черноморские Игры 2008», где была отмечена дипломом.
В конце апреля 2009 года украинская группа успешно прошла финальный отбор международного конкурса «Новая волна — 2009» в Москве, откуда ребята вернулись с призом от МУЗ-ТВ — их клип на песню «Happy End» получил 100 ротаций российского телеканала. С тех пор песни «Пара Нормальных» звучат на радио в России, а их клипы — ротируются на российском ТВ.
Саундтреки к телесериалам
- «Бывшая»
- «Сила Притяжения» компании «Амедиа».

Телевизионные проекты
- украинская «Фабрика Звезд 2»,
- «Море по колено»,
- «Анализ крови»,
- «Интуиция»,
- «Квартал-95».

## 2010. Изменения в составе группы
Летом 2010 года солист «Пара Нормальных» Иван Дорн покидает группу. Его место занимает Артём Мех — молодой талантливый певец и автор песен, участник телешоу «Фабрика Звёзд 3».
«Пара Нормальных» в новом составе стала работать над перезаписью своего репертуара с новым солистом. Первым совместным синглом Ани и Артема стала «История любви», на который они также сняли клип, который вышел на экраны осенью 2010 года. Тогда же группа приняла участие в национальном украинском отборе на конкурс «Евровидение—2011».
В мае 2014 года менеджмент группы «Пара нормальных» и Артём Мех официально сообщили о прекращении сотрудничества в рамках группы и о поиске нового солиста. Однако в ноябре 2016 года, после двухлетнего перерыва, Анна Добрыднева и Артём Мех объявили о возобновлении совместной работы в дуэте «Пара Нормальных».

## Состав
| №  | Период    | Состав          | Состав    |
| -- | --------- | --------------- | --------- |
| 1. | 2007—2010 | Анна Добрыднева | Иван Дорн |
| 2. | 2010—2020 | Анна Добрыднева | Артём Мех |

## Дискография
Студийные альбомы
- «Я придумаю Happy End» (2008)
- «Скандал во время рекламы» (2010)

## Видеография
| Год  | Клип                        | Режиссёр            | Состав                     |
| ---- | --------------------------- | ------------------- | -------------------------- |
| 2008 | «My Honey»                  | Виктор Скуратовский | Анна Добрыднева, Иван Дорн |
| 2008 | «Возвращайся»               | Виктор Скуратовский | Анна Добрыднева, Иван Дорн |
| 2008 | «Скандал»                   | Марк Горобец        | Анна Добрыднева, Иван Дорн |
| 2008 | «Happy End»                 | Андрей Рожен        | Анна Добрыднева, Иван Дорн |
| 2009 | «Не улетай»                 | Филипп Ли           | Анна Добрыднева, Иван Дорн |
| 2009 | «Эй, бэйба» (feat. D.Lemma) | Филипп Ли           | Анна Добрыднева, Иван Дорн |
| 2010 | «История любви»             | Александр Образ     | Анна Добрыднева, Артём Мех |
| 2011 | «Ах, Ира»                   | Виталий Плешаков    | Анна Добрыднева, Артём Мех |
| 2011 | «По улицам Москвы»          | Виталий Плешаков    | Анна Добрыднева, Артём Мех |
| 2012 | «Невеста»                   | Александр Стеганов  | Анна Добрыднева, Артём Мех |
| 2012 | «Вендетта»                  | Александр Стеганов  | Анна Добрыднева, Артём Мех |
| 2013 | «Love Is»                   | Виталий Плешаков    | Анна Добрыднева, Артём Мех |
| 2017 | «Как мы любили»             | Виктор Скуратовский | Анна Добрыднева, Артём Мех |